# Nordborggade
Nordborggade er en gade i Indre By (København), der strækker sig mellem Classensgade og Kastelsvej. Den er opkaldt efter byen Nordborg på Als.

## Anlæggelse og navngivning
Gaden blev anlagt omkring 1890 som en del af et nyt kvarter, hvor gaderne primært skulle opkaldes efter jyske byer.
Syd for Classensgade blev dette princip dog kun gennemført for Nordborggade og Sønderborggade, mens den mellemliggende Lipkesgade blev opkaldt efter en lokal grundejer.